# Медина Гарригес, Анабель
Ана Исабель «Анабель» Медина Гарригес (исп. Anabel Medina Garrigues; родилась 31 июля 1982 года в Валенсии, Испания) — испанская профессиональная теннисистка; победительница двух турниров Большого шлема в парном разряде (Открытый чемпионат Франции-2008, -2009); победительница 39 турниров WTA (28 — в парном разряде); призёр теннисного турнира Олимпийских игр в парном разряде; бывшая третья ракетка мира в парном рейтинге; обладательница Кубка Хопмана (2013) и финалистка Кубка Федерации (2008) в составе национальной сборной Испании; победительница одного юниорского турнира Большого шлема в парном разряде (Открытый чемпионат Франции-2000).

## Общая информация
Анабель — средняя из трёх детей Мануэля Медины и Марии Хосе Гарригес; её братьев зовут Давид и Хосе Мануэль.
Испанка в теннисе с семи лет. Любимое покрытие — хард, лучший удар — бэкхенд по линии.

## Спортивная карьера
Начало карьеры
Медина Гарригес первые титулы на турнирах ITF выигрывает в 1999 году. В мае 2000 года она дебютирует на соревнованиях WTA-тура, отобравшись через квалификацию на турнир в Мадриде. В первом матче на таком уровне она проиграла соотечественнице Вирхинии Руано Паскуаль. В январе 2001 года она сыграла на первом турнире серии Большого шлема, выступив в основной сетке Открытого чемпионата Австралии и пройдя во второй раунд. В марте Анабель выиграла дебютный титул WTA в парном разряде. Совместно с Марией Хосе Мартинес Санчес она первенствовала в Акапулько. В апреле и мае испанский дуэт выиграл еще два титула на турнирах в Порту и Боле. На турнире в Антверпене в индивидуальном первенстве Медина смогла выйти в полуфинал, а через неделю повторила этот результат на турнире в Мадриде. На дебютном Открытом чемпионате Франции она уступает в первом раунде одиночного и парного розыгрыша. Таким же получилось стартовое выступление на Уимблдонском турнире. В июле она выигрывает первый одиночный титул WTA на грунтовом турнире в Палермо. В августе Анабель в паре с Мартинес Санчес побеждает на турнире в Базеле. На Открытом чемпионате США она вновь проигрывает свой матч первого раунда. Сезон 2001 года был первым для Медины Гарригес в котором она финишировала в Топ-100 мирового рейтинга, заняв 66-е место в одиночной и 42-е в парной классификации.
В начале 2002 года испанка выходит в четвертьфинал турнира в Окленде. Затем она смогла выйти в финал на турнире в Хобарте, но проиграла в нём Мартине Сухе. На Австралийском чемпионате она смогла выиграть три поединка и выйти таким образом в четвёртый раунд. В борьбе за четвертьфинал она уступила американке Монике Селеш, закончив матч досрочно в первом сете. Следующий раз на профессиональный корт она вышла только через восемь месяцев. На Австралийском чемпионате 2003 года Медина проиграла в первом раунде. В феврале того же года она вышла в финал турнира в Боготе, где проиграла Фабиоле Сулуаге. В апреле она впервые сыграла за Сборную Испании в розыгрыше Кубка Федерации. В июле она попадает в полуфинал турнира в Палермо.
На Открытом чемпионате Австралии 2004 года Анабель выходит в третий раунд, где уступает Амели Моресмо. Француженке она проиграла и на Открытом чемпионате Франции, но на стадии второго раунда. В июне она прошла в полуфинал травяного турнира в Хертогенбосе, а на Уимблдоне выбывает в первом раунде. В конце июля Медина сделала победный дубль на турнире в Палермо. В одиночном финале она выигрывает итальянскую теннисистку Флавию Пеннетту со счётом 6-4, 6-4, а в парном победила в альянсе с Аранчей Санчес Викарио. В августе она принимает участие на летних Олимпийских играх в Афинах, однако выступила там неудачно, проиграв свои стартовые поединки в обоих разрядах. В преддверии Открытого чемпионата США испанка вышла в полуфинал турнира в Форест-Хилсе. На кортах чемпионата США Медина выбывает во втором раунде. В сентябре она проходит в четвертьфинал в Пекине, а в октябре в полуфинал в Люксембурге. Сезон 2004 года она заканчивает на 39-м месте в рейтинге.
2005-08 Победа на Ролан Гаррос и серебро Олимпиады

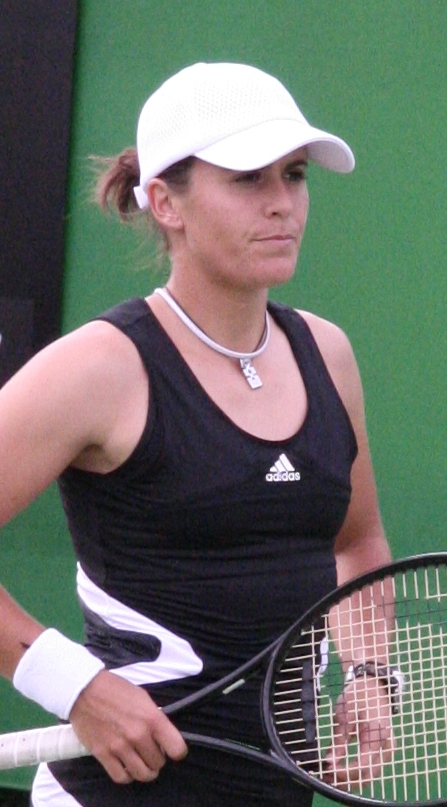
Медина Гарригес на Открытом чемпионате Австралии 2007 года

В 2005 году на Открытом чемпионате Австралии Медина выбывает в первом раунде одиночных соревнований, а в парах со своей новой партнёршей Динарой Сафиной вышла в 1/4 финала. В феврале совместно с россиянкой она вышла в два парных финала. В мае с другой россиянкой Марией Кириленко дошла до парного финала в Риме. Через неделю Анабель выиграла титул на турнире в Страсбурге, выиграв в решающем матче Марту Домаховску из Польши. На Открытом чемпионате Франции 2005 года она дошла до третьего раунда, где проиграла Жюстин Энен-Арденн. В июне в альянсе с Сафиной выиграла парный титул турнира в Хертогенбосе. На Уимблдонском турнире Медина проигрывает в первом раунде. В июле она в третий раз в карьере выиграл турнир в Палермо, выиграв на этот раз в финальном матче Клару Коукалову 6-4, 6-0. В августе на харде она выходит в полуфинал турнира в Нью-Хэйвене. На Открытом чемпионате США в матче третьего раунда Медина не смогла переиграть Линдсей Дэвенпорт. В сентябре в одном дуэте с Робертой Винчи Медина выигрывает парный титул в Портороже.
Сезон 2006 года Медина Гарригес начинает с четвертьфинала в Голд-Косте и выигрыша титула на турнире в Канберре, ставшим первым одиночным трофеем WTA, выигранным Мединой на хардовом покрытии. Несмотря на успешное начало при подготовке к Австралийскому чемпионате, на главном турнире начало года испанка проигрывает в первом же раунде. При подготовке к следующему турниру серии Большого шлема в мае месяце Анабель выходит в полуфинал турнира в Страсбурге. На Открытом чемпионате Франции она выходит в третий раунд, где уступает Ким Клейстерс, а в парных соревнованиях, выступая с Элени Данилиду, смогла пройти в стадию полуфинала. На Уимблдонском турнире она также проходит в третий раунд, где проигрывает россиянке Анастасие Мыскиной, а в парах вместе с Данилиду выходит в четвертьфинал. В июле Медина уже традиционно в четвёртый раз (и третий подряд) выигрывает турнир в Палермо. В финале она побеждает Татьяну Гарбин 6-4, 6-4. На Открытом чемпионате США 2006 года она проигрывает в первом раунде. В октябре ей удалось выйти в финал турнира на харде, проводившегося в Гуанчжоу. В борьбе за главный приз Анабель проиграла Анне Чакветадзе со счётом 1-6 4-6.
На Австралийском чемпионате 2007 года Медина Гарригес проигрывает в первом раунде Елене Весниной. В апреле на турнире WTA 1-я категории в Чарлстоне Анабель смогла выйти в 1/4 финала. Такого же результата в мае она добивается на турнире в Риме. На турнире в Страсбурге Медина выигрывает титул, обыграв в финале Амели Моресмо 6-4, 4-6, 6-4. На Открытом чемпионате Франции она проходит в четвёртый раунд, где уступает Ане Иванович, а в парном турнире совместно с Вирхинией Руано Паскуаль вышла в четвертьфинал. На Уимблдонском турнире эти две испанки сыграли против друг друга в первом раунде одиночного турнира и сильнее оказалась Руано Паскуаль. В начале августа Медина Гарригес и Руано Паскуаль выиграли в паре на турнире в Стокгольме. На Открытом чемпионате США Анабель дошла до третьего раунда, где её выбивает с турнира Светлана Кузнецова.
Успешно для испанской теннисистки сложился 2008 год, в особенности в парном разряде. В начале января в дуэте с Руано Паскуаль она побеждает на турнире в Хобарте. На Открытом чемпионате Австралии испанки смогли выйти в полуфинал парных соревнований, а в одиночках Анабель вылетает во втором раунде. В марте в Индиан-Уэллсе она проходит в четвёртый раунд. В мае на грунтовом турнире в Фесе Медина сыграла в финале и уступила его Хиселе Дулко 6-7(2) 6-7(5). На турнире в Страсбурге она защищает свой прошлогодний титул, выиграв в финале Катарину Среботник. На Открытом чемпионате Франции Анабель дошла до третьего раунда. Главный успех к ней приходит в парном разряде. Выступив с Руано Паскуаль, она смогла взять главный приз женских парных соревнований и таким образом впервые в карьере победить на Большом шлеме.
| Стадия  | Соперницы (посев)                      | Рейтинг  | Счёт              |
| 1 раунд | Агнешка Радваньская Уршуля Радваньская | 39 / 175 | 7-6(3) 6-7(6) 6-3 |
| 2 раунд | Эмили Луа Полин Пармантье              | 77 / 527 | 6-1 6-1           |
| 3 раунд | Чжэн Цзе Янь Цзы (8)                   | 28 / 13  | 6-4 6-3           |
| 1/4     | Чжань Юнжань Чжуан Цзяжун (4)          | 8 / 7    | 6-7(4) 7-5 7-5    |
| 1/2     | Кара Блэк Лизель Хубер (1)             | 1 / 1    | 6-4 7-6(2)        |
| Финал   | Кейси Деллакква Франческа Скьявоне     | 113 / 58 | 2-6 7-5 6-4       |

На Уимблдонском турнире результатом Медины становится третий раунд. В июле на турнире в Палермо, где она не знала поражений три года подряд, на этот раз испанка проиграла в полуфинале Марии Корытцевой. На турнире в Портороже Анабель доходит до обоих титульных матчей. В парном турнире она в итоге берёт трофей совместно Руано Паскуаль, а в одиночках проигрывает финал представительнице Италии Саре Эррани. На турнире в Стокогльме она проходит в четвертьфинал. В августе Медина во второй раз в карьере приняла участие в Олимпийских играх. В одиночном турнире она проигрывает уже на старте Сибиль Баммер, зато выступив совместно с Руано Паскуаль, смогла добыть серебряные медали, выйдя в финал женского парного олимпийского турнира. В решающем матче за золотую медаль испанский дуэт проиграл сёстрам Винус и Серене Уильямс.
| Стадия  | Соперницы (посев)                  | Рейтинг | Счёт           |
| 1 раунд | Мария Корытцева Татьяна Перебийнис | 43 / 41 | 6-3 6-4        |
| 2 раунд | Ренне Стаббс Саманта Стосур        | 5 / 36  | 4-6 6-4 6-4    |
| 1/4     | Линдсей Дэвенпорт Лизель Хубер (5) | 94 / 1  | 5-7 7-6(6) 8-6 |
| 1/2     | Чжэн Цзе Янь Цзы (8)               | 20 / 15 | 6-4 7-6(5)     |
| Финал   | Винус Уильямс Серена Уильямс (2)   | 30 / 32 | 2-6 0-6        |

На Открытом чемпионате США Анабель и Вирхиния смогли пройти до полуфинала, а в одиночках Медина выбыла во втором раунде. В сентябре 2008 года в паре с Каролина Возняцки выигрывает титул в Пекине. Там же Медина дошла до четвертьфинала одиночного турнира. В октябре она смогла выйти в полуфинал в Цюрихе и четвертьфинал в Люксембурге. По итогам сезона Медина Гарригес занимает 22-ю строчку в одиночном и 3-ю в парном рейтинге.
2009-12 Защита парного титула на Ролан Гаррос
На Открытом чемпионате Австралии 2009 года Анабаль проходит в четвёртый раунд в одиночках и полуфинал в женских парах (с Руано Паскуаль). В конце марта также до четвёртого раунда она добираетс я и на турнире в Майами. Перейдя в апреле на грунт, Медина смогла выйти в полуфинал турнира в Марбелье, а затем выиграть титул на турнире в Фесе, где в финале она разгромила Екатерину Макарова (6-0 6-1). В конце мая испанский дуэт Медина Гарригес и Руано Паскуаль приступил к защите титула на Открытом чемпионате Франции. Им удалось второй год подряд выиграть главный грунтовый турнир.
| Стадия  | Соперницы (посев)                       | Рейтинг   | Счёт        |
| 1 раунд | Виржини Раззано Доминика Цибулкова (WC) | 132 / 129 | 6-2 6-4     |
| 2 раунд | Екатерина Деголевич Андрея Клепач       | 82 / 91   | 6-2 6-4     |
| 3 раунд | Вера Душевина Анастасия Родионова       | 46 / 50   | 2-6 6-3 6-4 |
| 1/4     | Анна-Лена Грёнефельд Патти Шнидер (11)  | 26 / 28   | 7-6(2) 6-2  |
| 1/2     | Кара Блэк Лизель Хубер (1)              | 1 / 1     | 7-5 5-7 6-2 |
| Финал   | Виктория Азаренко Елена Веснина (12)    | 23 / 35   | 6-1 6-1     |

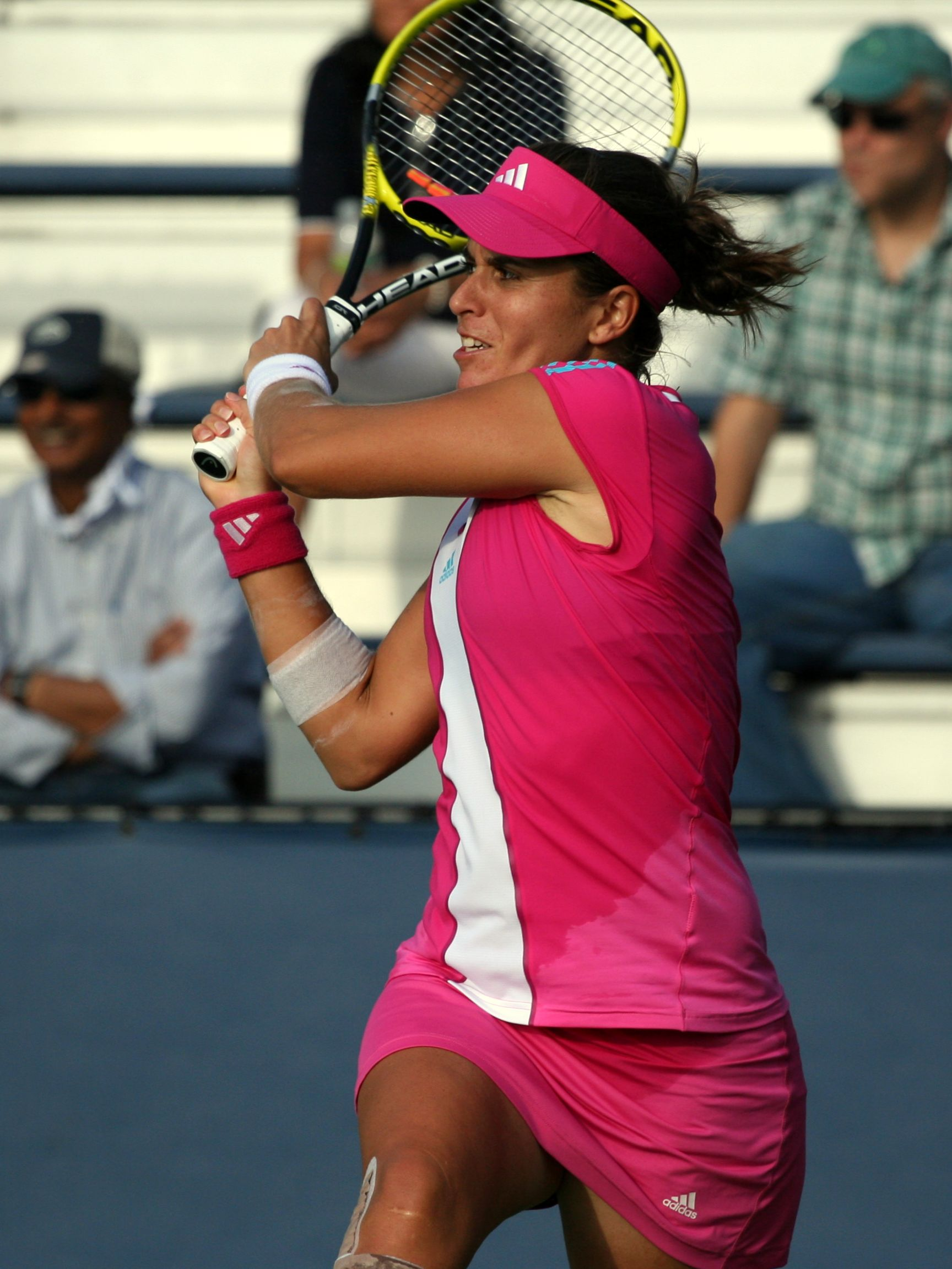
Медина Гарригес на Открытом чемпионате США 2011 года

В июне 2009 года на траве Медина смогла выйти в четвертьфинал в Истборне. На Уимблдонском турнире она проходит в третий раунд, где проигрывает Каролин Возняцки, а в паре с Руано Паскуаль добирается до полуфинала. В августе она попадает в четвертьфинал турнира в Стамбуле. Во втором раунде Открытого чемпионата США испанская теннисистка проиграла Кирстен Флипкенс. В сентябре она сумела выйти в финал турнира в Сеуле, где проиграла представительнице Японии Кимико Датэ-Крумм 3-6, 3-6.
В начале сезона 2010 года Медина попадает в 1/2 финала турнира в Хобарте. На Открытом чемпионате Австралии она проиграла свои стартовые матчи во всех трёх разрядах. С февраля по конец апреля Анабель выступает не удачно, проигрывая в первых раундах. На грунтовом турнире в Фесе она смогла взять парный титул совместно с Иветой Бенешовой. В начале мая, выступив уже с Сораной Кирстя, берёт парный приз турнира в Оэйраше. На турнире в Страсбурге Медина выходит в полуфинал. На Открытом чемпионате Франции она выходит во второй раунд, где проигрывает Елене Дементьевой. В парном же розыгрыше, где она являлась победительницей двух последних лет, Анабель выступил в альянсе с Лизель Хубер. Вместе они дошли до полуфинала, где уступили сестрам Уильямс. На Уимблдоне 2010 года испанская спортсменка выбывает в первом же раунде. Среди достижений июля в активе Медины два четвертьфинала в Будапеште и Праге, а также парный трофей турнира в Бадгастайне, выигранный совместно с Луцией Градецкой. На Открытом чемпионате США того сезона она также проиграла в первом раунде. В 2010 году Медина серьезно потеряла в рейтинге, закончив сезон на 73-м месте в одиночках и 25-м в парах.
На Австралийском чемпионате 2011 года Медина проигрывает свою встречу первого раунда. В феврале в альянсе с Эдиной Галловиц-Холл выигрывает парные соревнования в Боготе. На турнире в Акапулько она смогла выйти в полуфинал. В марте на турнире серии Premier Mandatory в Майами испанка вышла в четвёртый раунд. В апреле, выступая уже на грунте, она смогла выиграть титул на турнире в Оэйраше, обыграв в финальном поединке Кристину Барруа (6-1, 6-2). Этот титул стал для неё 10 на одиночных соревнованиях WTA. В мае она выходит в полуфинал в Страсбурге, а на Открытом чемпионате Франции не смогла пройти дальше второго раунда. На Уимблдонском турнир Анабель выбывает и вовсе в первом раунде. Вернувшись в июле на грунт, она выходит в 1/2 финала в Будапеште, а в парах выигрывает титул (совместно с Алицией Росольской). Через неделю она в пятый раз в карьере выиграла турнир в Палермо. В финале Медина переиграла Полону Херцог 6-3, 6-2. В августе она выходит в четвертьфинал в Нью-Хэйвене, а на Открытом чемпионате США добирается до третьего раунда, где проигрывает Вере Звонарёвой. В конце сезона она принимает участие в турнире под названием Турнир чемпионок WTA. В его розыгрыше она проходит в финал, где проигрывает в борьбе за главный приз Ане Иванович 3-6, 0-6.
На Австралийском чемпионате 2012 года Медина Гарригес проходит в третий раунд, где уступает китаянке Ли На. В грунтовой части сезона дважды на турнире в Фесе и Страсбурге добирается до четвертьфинальной стадии. На кортах Ролан Гаррос она выходит в третий раунд, где проигрывает Петре Мартич. На Уимблдонском турнире Анабель зачехлила ракетку во втором раунде. В августе Медина третий раз в карьере приняла участие на Олимпиаде. На играх в Лондоне она проигрывает в первом раунде, как в одиночках, так и в парах, выступив на турнире совместно с Аранчей Парра Сантонхой. На Открытом чемпионате США она также выбыла в первом раунде, а в вот в парах ей удалось выйти в полуфинал в партнёрстве с Се Шувэй.
2013-18

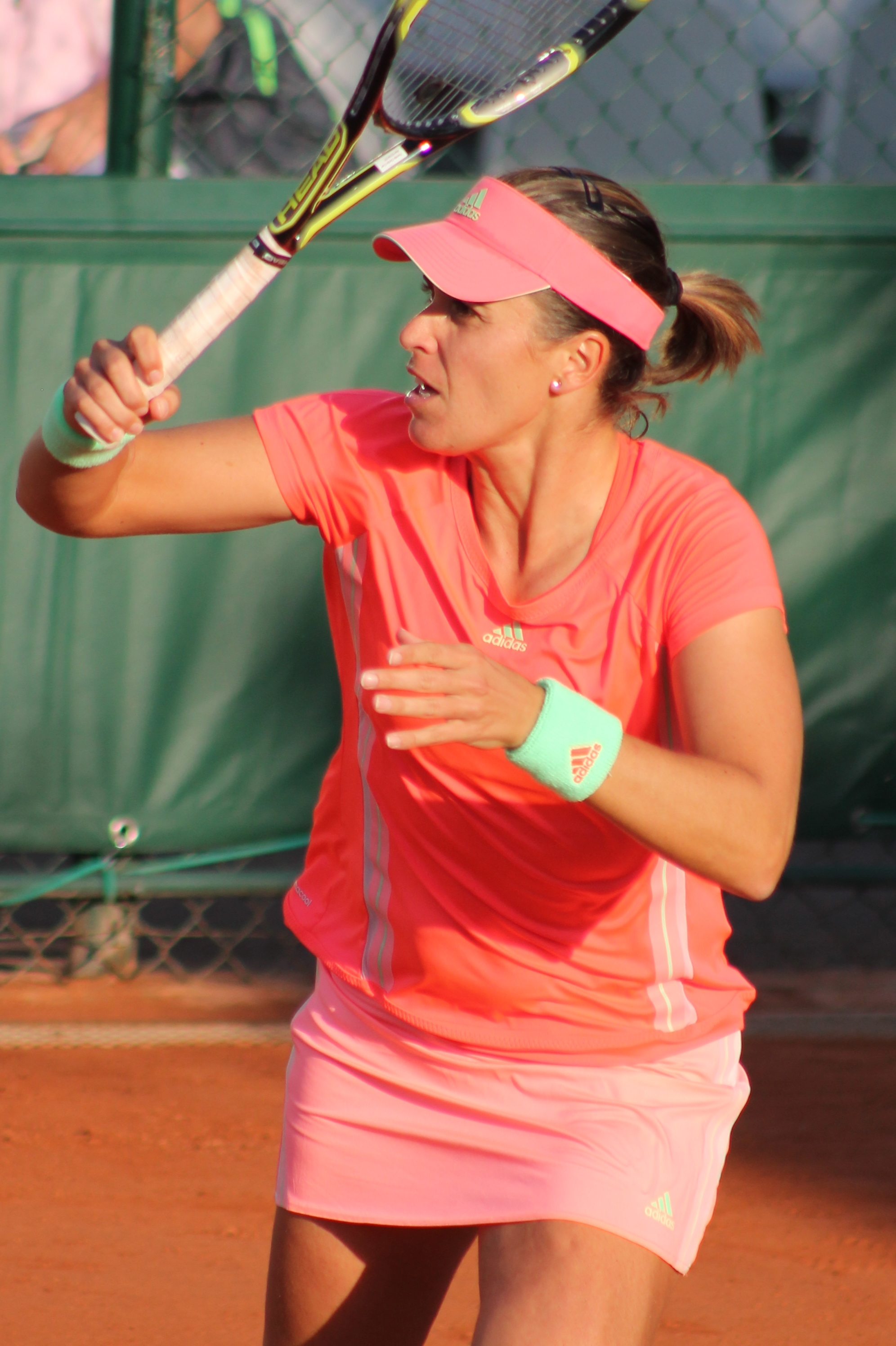
Медина Гарригес на Открытом чемпионате Франции 2015 года

В начале 2013 года Медина Гарригес смогла победить в командном турнире Кубок Хопмана, выступив вместе с Фернандо Вердаско в составе сборной Испании. На Открытом чемпионате Австралии того года она проигрывает в первом раунде Марион Бартоли. В самом начале марта ей удается выиграть парный титул во Флорианополисе, выступив на турнире с Ярославой Шведовой. В мае она смогла выйти в 1/4 финала турнира серии Premier Mandatory в Мадриде. На Открытом чемпионате Франции в первом раунде Анабель проигрывает Ли На. В июне она выигрывает парный трофей в Хертогенбосе, выступив в одной команде с Ириной-Камелией Бегу. Этот титул стал для Медины 20-м в парах на турнирах WTA. На Уимблдоне в первом раунде она проиграла свой матч китаянке Пэн Шуай. В июле с чешкой Кларой Закопаловой Медина выигрывает парные соревнования в Бостаде. На Открытом чемпионате США она проиграла в первом раунде.
Также в первом раунде Медина проигрывает и на Австралийском чемпионате 2014 года. В феврале с Ярославой Шведовой она защищает чемпионский титул в парах на турнире во Флорианополисе. Медина Гарригес и Шведова в апреле выиграли турнир серии Премьер в Чарлстоне. В феврале 2015 года она выиграла следующий титул в парах, выступив совместно с Аранчей Парра Сантонхой на турнире в Антверпене. В мае она выигрывает парный трофей турнира в Нюрнберге в альянсе с Чжань Хаоцин. В феврале 2016 года Медина Гарригес и Парра Сантонха выиграли парный приз в Акапулько. Через неделю они добавляют к этому парный титул на турнире в Монтеррее. В мае испанки выиграли турнир в Страсбурге. В августе Анабель и Аранча выступили на Олимпиаде в Рио-де-Жанейро, но в первом же матче уступили американкам Коко Вандевеге и Бетани Маттек-Сандс. Для Медины Гарригес эти Олимпийские игры стали четвёртыми в профессиональной карьере. С августа 2016 года Медина прекратила регулярные выступления. В 2018 году с Аранчей Парра Сантонхой сыграла на пяти турнирах после чего окончательно завершила карьеру.

## Итоговое место в рейтинге WTA по годам
| Год  | Одиночный рейтинг | Парный рейтинг |
| 2016 |                   | 36             |
| 2015 |                   | 32             |
| 2014 | 464               | 23             |
| 2013 | 97                | 30             |
| 2012 | 50                | 24             |
| 2011 | 27                | 30             |
| 2010 | 73                | 25             |
| 2009 | 28                | 11             |
| 2008 | 22                | 3              |
| 2007 | 35                | 25             |
| 2006 | 27                | 19             |
| 2005 | 34                | 20             |
| 2004 | 39                | 79             |
| 2003 | 71                | 165            |
| 2002 | 116               | 177            |
| 2001 | 65                | 42             |
| 2000 | 114               | 259            |
| 1999 | 313               | 318            |
| 1998 | 698               | 602            |
| 1997 |                   | 857            |

## Выступления на турнирах

### Финалы итоговых турниров в одиночном разряде (1)

#### Поражения (1)
| №  | Год  | Турнир           | Покрытие | Соперница в финале | Счёт    |
| 1. | 2011 | Турнир чемпионок | Хард(i)  | Ана Иванович       | 3-6 0-6 |

### Финалы турнировWTAв одиночном разряде (18)

#### Победы (11)
| Легенда: До 2009 года               | Легенда: С 2009 года  |
| ----------------------------------- | --------------------- |
| Турниры Большого шлема (0+2*)       |                       |
| Олимпиада (0)                       |                       |
| Итоговый турнир WTA (0)             |                       |
| Турнир чемпионок / Трофей элиты (0) |                       |
| 1-я категория (0)                   | Premier Mandatory (0) |
| 2-я категория (0+1)                 | Premier 5 (0)         |
| 3-я категория (3+3)                 | Premier (0+2)         |
| 4-я категория (3+6)                 | International (3+13)  |
| 5-я категория (2+1)                 | International (3+13)  |

| Титулы по покрытиям | Титулы по месту проведения матчей турнира |
| ------------------- | ----------------------------------------- |
| Хард (8+10*)        | Зал (0+1)                                 |
| Грунт (3+16)        | Зал (0+1)                                 |
| Трава (0+2)         | Открытый воздух (11+27)                   |
| Ковёр (0)           | Открытый воздух (11+27)                   |

* количество побед в одиночном разряде + количество побед в парном разряде.
| №   | Дата           | Турнир                 | Покрытие | Соперница в финале      | Счёт           |
| 1.  | 9 июля 2001    | Палермо, Италия        | Грунт    | Кристина Торренс-Валеро | 6-4 6-4        |
| 2.  | 19 июля 2004   | Палермо, Италия (2)    | Грунт    | Флавия Пеннетта         | 6-4 6-4        |
| 3.  | 16 мая 2005    | Страсбург, Франция     | Грунт    | Марта Домаховска        | 6-4 6-3        |
| 4.  | 18 июля 2005   | Палермо, Италия (3)    | Грунт    | Клара Закопалова        | 6-4 6-0        |
| 5.  | 8 января 2005  | Канберра, Австралия    | Хард     | Чо Юн Джон              | 6-4 0-6 6-4    |
| 6.  | 17 июля 2006   | Палермо, Италия (4)    | Грунт    | Татьяна Гарбин          | 6-4 6-4        |
| 7.  | 21 мая 2007    | Страсбург, Франция (2) | Грунт    | Амели Моресмо           | 6-4 4-6 6-4    |
| 8.  | 19 мая 2008    | Страсбург, Франция (3) | Грунт    | Катарина Среботник      | 4-6 7-6(4) 6-0 |
| 9.  | 27 апреля 2009 | Фес, Марокко           | Грунт    | Екатерина Макарова      | 6-0 6-1        |
| 10. | 30 апреля 2011 | Оэйраш, Португалия     | Грунт    | Кристина Барруа         | 6-1 6-2        |
| 11. | 17 июля 2011   | Палермо, Италия (5)    | Грунт    | Полона Херцог           | 6-3 6-2        |

#### Поражения (7)
| №  | Дата             | Турнир               | Покрытие | Соперница в финале | Счёт          |
| 1. | 6 января 2002    | Хобарт, Австралия    | Хард     | Мартина Суха       | 6-7(7) 1-6    |
| 2. | 17 февраля 2003  | Богота, Колумбия     | Грунт    | Фабиола Сулуага    | 3-6 2-6       |
| 3. | 25 сентября 2006 | Гуанчжоу, Китай      | Хард     | Анна Чакветадзе    | 1-6 4-6       |
| 4. | 28 апреля 2008   | Фес, Марокко         | Грунт    | Хисела Дулко       | 6-7(2) 6-7(5) |
| 5. | 21 июля 2008     | Порторож, Словения   | Хард     | Сара Эррани        | 3-6 3-6       |
| 6. | 21 сентября 2009 | Сеул, Южная Корея    | Хард     | Кимико Датэ-Крумм  | 3-6 3-6       |
| 7. | 6 ноября 2011    | Турнир чемпионок WTA | Хард(i)  | Ана Иванович       | 3-6 0-6       |

### Финалы турнировITFв одиночном разряде (10)

#### Победы (6)
| Легенда:         |
| ---------------- |
| 100.000 USD (0*) |
| 75.000 USD (1)   |
| 50.000 USD (3)   |
| 25.000 USD (1+2) |
| 10.000 USD (1+1) |

| Титулы по покрытиям | Титулы по месту проведения матчей турнира |
| ------------------- | ----------------------------------------- |
| Хард (1*)           | Зал (0)                                   |
| Грунт (5+3)         | Зал (0)                                   |
| Трава (0)           | Открытый воздух (6+3)                     |
| Ковёр (0)           | Открытый воздух (6+3)                     |

* количество побед в одиночном разряде + количество побед в парном разряде.
| №  | Дата            | Турнир              | Покрытие | Соперница в финале         | Счёт        |
| 1. | 29 марта 1999   | Понтеведра, Испания | Хард     | Анхелес Монтолио           | 6-1 6-2     |
| 2. | 4 сентября 2000 | Денен, Франция      | Грунт    | Мария Хосе Мартинес Санчес | 2-6 7-5 6-0 |
| 3. | 1 октября 2001  | Жирона, Испания     | Грунт    | Ангелика Рёш               | 6-4 6-4     |
| 4. | 22 июня 2003    | Перигё, Франция     | Грунт    | Селина Бейгбедер           | 6-1 6-2     |
| 5. | 8 сентября 2003 | Денен, Франция      | Грунт    | Гала Леон Гарсия           | 6-4 6-0     |
| 6. | 7 июня 2004     | Марсель, Франция    | Грунт    | Любомира Курхайцова        | 5-7 6-3 6-3 |

#### Поражения (4)
| №  | Дата             | Турнир           | Покрытие | Соперница в финале | Счёт           |
| 1. | 17 апреля 2000   | Желос, Франция   | Грунт    | Марта Марреро      | 6-2 5-7 5-7    |
| 2. | 12 июня 2000     | Марсель, Франция | Грунт    | Анхелес Монтолио   | 2-6 7-6(4) 4-6 |
| 3. | 14 сентября 2003 | Бордо, Франция   | Грунт    | Зузана Ондрашкова  | 7-6(4) 4-6 3-6 |
| 4. | 9 июня 2013      | Марсель, Франция | Грунт    | Андреа Петкович    | 4-6 2-6        |

### Финалы турниров Большого шлема в парном разряде (2)

#### Победы (2)
| №  | Год  | Турнир                         | Покрытие | Партнёрша               | Соперницы в финале                 | Счёт        |
| 1. | 2008 | Открытый чемпионат Франции     | Грунт    | Вирхиния Руано Паскуаль | Кейси Деллакква Франческа Скьявоне | 2-6 7-5 6-4 |
| 2. | 2009 | Открытый чемпионат Франции (2) | Грунт    | Вирхиния Руано Паскуаль | Виктория Азаренко Елена Веснина    | 6-1 6-1     |

### Финалы итоговых турниров в парном разряде (1)

#### Поражения (1)
| №  | Год  | Место        | Покрытие | Партнёрша             | Соперницы в финале | Счёт    |
| 1. | 2015 | Трофей элиты | Хард(i)  | Аранча Парра Сантонха | Лян Чэнь Ван Яфань | 4-6 3-6 |

### Финалы Олимпийских турниров в женском парном разряде (1)

#### Поражения (1)
| №  | Дата | Турнир       | Покрытие | Партнёрша               | Соперницы в финале           | Счёт    |
| 2. | 2008 | Пекин, Китай | Хард     | Вирхиния Руано Паскуаль | Винус Уильямс Серена Уильямс | 2-6 0-6 |

### Финалы турнировWTAв парном разряде (46)

#### Победы (28)
| №   | Дата             | Турнир                         | Покрытие | Партнёрша                  | Соперницы в финале                        | Счёт              |
| 1.  | 4 марта 2001     | Акапулько, Мексика             | Грунт    | Мария Хосе Мартинес Санчес | Вирхиния Руано Паскуаль Паола Суарес      | 6-4 6-7(5) 7-5    |
| 2.  | 8 апреля 2001    | Порту, Португалия              | Грунт    | Мария Хосе Мартинес Санчес | Александра Фусаи Рита Гранде              | 6-1 6-7(5) 7-5    |
| 3.  | 6 мая 2001       | Бол, Хорватия                  | Грунт    | Мария Хосе Мартинес Санчес | Надежда Петрова Тина Писник               | 7-5 6-4           |
| 4.  | 5 августа 2001   | Базель, Швейцария              | Грунт    | Мария Хосе Мартинес Санчес | Йоаннетта Крюгер Марта Марреро            | 7-6(5) 6-2        |
| 5.  | 25 июля 2004     | Палермо, Италия                | Грунт    | Аранча Санчес Викарио      | Любомира Курхайцова Генриета Надьова      | 6-3 7-6(4)        |
| 6.  | 18 июня 2005     | Хертогенбос, Нидерланды        | Трава    | Аранча Санчес Викарио      | Ивета Бенешова Нурия Льягостера Вивес     | 6-4 2-6 7-6(11)   |
| 7.  | 25 сентября 2005 | Порторож, Словения             | Хард     | Роберта Винчи              | Елена Костанич Катарина Среботник         | 6-4 5-7 6-2       |
| 8.  | 5 августа 2007   | Стокгольм, Швеция              | Хард     | Вирхиния Руано Паскуаль    | Чжань Цзиньвэй Татьяна Лужанская          | 6-1 5-7 [10-6]    |
| 9.  | 11 января 2008   | Хобарт, Австралия              | Хард     | Вирхиния Руано Паскуаль    | Элени Данилиду Ясмин Вёр                  | 6-2 6-4           |
| 10. | 7 июня 2008      | Открытый чемпионат Франции     | Грунт    | Вирхиния Руано Паскуаль    | Кейси Деллакква Франческа Скьявоне        | 2-6 7-5 6-4       |
| 11. | 27 июля 2008     | Порторож, Словения (2)         | Хард     | Вирхиния Руано Паскуаль    | Вера Душевина Екатерина Макарова          | 6-4 6-1           |
| 12. | 28 сентября 2008 | Пекин, Китай                   | Хард     | Каролина Возняцки          | Хань Синьюнь Сюй Ифань                    | 6-1 6-3           |
| 13. | 6 июня 2009      | Открытый чемпионат Франции (2) | Грунт    | Вирхиния Руано Паскуаль    | Виктория Азаренко Елена Веснина           | 6-1 6-1           |
| 14. | 1 мая 2010       | Фес, Марокко                   | Грунт    | Ивета Бенешова             | Луция Градецкая Рената Ворачова           | 6-3 6-1           |
| 15. | 6 мая 2010       | Оэйраш, Португалия             | Грунт    | Сорана Кырстя              | Орели Веди Виталия Дьяченко               | 6-1 7-5           |
| 16. | 25 июля 2010     | Бадгастайн, Австрия            | Грунт    | Луция Градецкая            | Татьяна Гарбин Тимея Бачински             | 6-7(2) 6-2 [10-5] |
| 17. | 19 февраля 2011  | Богота, Колумбия               | Грунт    | Эдина Галловиц-Холл        | Шэрон Фичмен Лаура Поус Тио               | 2-6 7-6(6) [11-9] |
| 18. | 10 июля 2011     | Будапешт, Венгрия              | Грунт    | Алиция Росольская          | Владимира Углиржова Натали Грандин        | 6-2 6-2           |
| 19. | 2 марта 2013     | Флорианополис, Бразилия        | Хард     | Ярослава Шведова           | Энн Кеотавонг Валерия Савиных             | 6-0 6-4           |
| 20. | 21 июня 2013     | Хертогенбос, Нидерланды (2)    | Трава    | Ирина-Камелия Бегу         | Доминика Цибулкова Аранча Парра Сантонха  | 4-6 7-6(3) [11-9] |
| 21. | 21 июля 2013     | Бостад, Швеция                 | Грунт    | Клара Закопалова           | Александра Дулгеру Флавия Пеннетта        | 6-1 6-4           |
| 22. | 28 февраля 2014  | Флорианополис, Бразилия (2)    | Хард     | Ярослава Шведова           | Франческа Скьявоне Сильвия Солер-Эспиноса | 7-6(1) 2-6 [10-3] |
| 23. | 6 апреля 2014    | Чарльстон, США                 | Грунт    | Ярослава Шведова           | Чжань Юнжань Чжань Хаоцин                 | 7-6(4) 6-2        |
| 24. | 15 февраля 2015  | Антверпен, Бельгия             | Хард(i)  | Аранча Парра Сантонха      | Ан-Софи Местах Алисон ван Эйтванк         | 6-4 3-6 [10-5]    |
| 25. | 23 мая 2015      | Нюрнберг, Германия             | Грунт    | Чжань Хаоцин               | Лара Арруабаррена Ралука Олару            | 6-4 7-6(5)        |
| 26. | 27 февраля 2016  | Акапулько, Мексика (2)         | Хард     | Аранча Парра Сантонха      | Кики Бертенс Юханна Ларссон               | 6-0 6-4           |
| 27. | 6 марта 2016     | Монтеррей, Мексика             | Хард     | Аранча Парра Сантонха      | Петра Мартич Мария Санчес                 | 4-6 7-5 [10-7]    |
| 28. | 21 мая 2016      | Страсбург, Франция             | Грунт    | Аранча Парра Сантонха      | Мария Иригойен Лян Чэнь                   | 6-2 6-0           |

#### Поражения (18)
| №   | Дата            | Турнир                  | Покрытие | Партнёрша                  | Соперницы в финале                     | Счёт           |
| 1.  | 15 июля 2001    | Палермо, Италия         | Грунт    | Мария Хосе Мартинес Санчес | Татьяна Гарбин Жанетта Гусарова        | 6-4 2-6 4-6    |
| 2.  | 29 февраля 2004 | Богота, Колумбия        | Грунт    | Аранча Парра Сантонха      | Барбара Шварц Ясмин Вёр                | 1-6 3-6        |
| 3.  | 14 января 2005  | Хобарт, Австралия       | Хард     | Динара Сафина              | Янь Цзы Чжэн Цзе                       | 4-6 5-7        |
| 4.  | 13 февраля 2005 | Париж, Франция          | Ковёр(i) | Динара Сафина              | Ивета Бенешова Квета Пешке             | 2-6 6-2 2-6    |
| 5.  | 20 февраля 2005 | Антверпен, Бельгия      | Хард(i)  | Динара Сафина              | Кара Блэк Элс Калленс                  | 6-3 4-6 4-6    |
| 6.  | 15 мая 2005     | Рим, Италия             | Грунт    | Мария Кириленко            | Кара Блэк Лизель Хубер                 | 0-6 6-4 1-6    |
| 7.  | 7 мая 2006      | Варшава, Польша         | Грунт    | Катарина Среботник         | Елена Лиховцева Анастасия Мыскина      | 3-6 4-6        |
| 8.  | 12 января 2007  | Хобарт, Австралия (2)   | Хард     | Вирхиния Руано Паскуаль    | Елена Лиховцева Елена Веснина          | 6-2 1-6 2-6    |
| 9.  | 8 апреля 2007   | Амелия-Айленд, США      | Грунт    | Вирхиния Руано Паскуаль    | Мара Сантанжело Катарина Среботник     | 3-6 6-7(4)     |
| 10. | 23 июня 2007    | Хертогенбос, Нидерланды | Трава    | Вирхиния Руано Паскуаль    | Чжань Юнжань Чжуан Цзяжун              | 5-7 2-6        |
| 11. | 17 августа 2008 | Олимпиада               | Хард     | Вирхиния Руано Паскуаль    | Винус Уильямс Серена Уильямс           | 2-6 0-6        |
| 12. | 12 апреля 2009  | Марбелья, Испания       | Грунт    | Вирхиния Руано Паскуаль    | Клаудиа Янс Алиция Росольская          | 3-6 3-6        |
| 13. | 11 июля 2010    | Будапешт, Венгрия       | Грунт    | Сорана Кырстя              | Татьяна Гарбин Тимея Бачински          | 3-6 3-6        |
| 14. | 8 апреля 2012   | Чарлстон, США           | Грунт    | Ярослава Шведова           | Луция Шафаржова Анастасия Павлюченкова | 7-5 4-6 [6-10] |
| 15. | 24 августа 2013 | Нью-Хэйвен, США         | Хард     | Катарина Среботник         | Саня Мирза Чжэн Цзе                    | 3-6 4-6        |
| 16. | 9 августа 2015  | Станфорд, США           | Хард     | Аранча Парра Сантонха      | Сюй Ифань Чжэн Сайсай                  | 1-6 3-6        |
| 17. | 25 октября 2015 | Люксембург              | Хард(i)  | Аранча Парра Сантонха      | Мона Бартель Лаура Зигемунд            | 2-6 6-7(2)     |
| 18. | 8 ноября 2015   | Трофей элиты WTA        | Хард(i)  | Аранча Парра Сантонха      | Лян Чэнь Ван Яфань                     | 4-6 3-6        |

### Финалы турнировITFв парном разряде (6)

#### Победы (3)
| №  | Дата            | Турнир            | Покрытие | Партнёрша                  | Соперницы в финале                 | Счёт    |
| 1. | 11 июля 1999    | Виго, Испания     | Грунт    | Лурдес Домингес Лино       | Патрисия Аснар Ана Салас-Лосано    | 7-5 6-1 |
| 2. | 29 августа 1999 | Бухарест, Румыния | Грунт    | Лурдес Домингес Лино       | Надежда Островская Зузана Валекова | 7-5 6-2 |
| 3. | 29 июня 2003    | Перигё, Франция   | Грунт    | Мария Хосе Мартинес Санчес | Лана Попадич Наташа Рандриантефи   | 6-0 6-3 |

#### Поражения (3)
| №  | Дата             | Турнир           | Покрытие | Партнёрша                  | Соперницы в финале              | Счёт           |
| 1. | 17 мая 1998      | Тортоса, Испания | Грунт    | Мария Хосе Мартинес Санчес | Синтия Перес Патрисия Аснар     | 0-6 3-6        |
| 2. | 23 апреля 2000   | Желос, Франция   | Грунт    | Лурдес Домингес Лино       | Ева Бес-Остарис Марта Марреро   | 3-6 4-6        |
| 3. | 22 сентября 2002 | Бьелла, Италия   | Грунт    | Мария Хосе Мартинес Санчес | Любомира Бачева Ева Бес-Остарис | 5-7 6-2 6-7(5) |

### Финалы командных турниров (3)

#### Победы (1)
| №  | Год  | Турнир        | Команда                    | Соперник в финале           | Счёт в финале |
| 1. | 2013 | Кубок Хопмана | Испания · Медина, Вердаско | Сербия · Иванович, Джокович | 2-1           |

#### Поражения (2)
| №  | Год  | Турнир          | Команда                            | Соперник в финале                           | Счёт в финале |
| -- | ---- | --------------- | ---------------------------------- | ------------------------------------------- | ------------- |
| 1. | 2007 | Кубок Хопмана   | Испания · Медина,Робредо           | Россия · Петрова,Турсунов                   | 0-2           |
| 2. | 2008 | Кубок Федерации | Испания Медина, Суарес, Льягостера | Россия Звонарёва,Кузнецова,Веснина,Макарова | 0-4           |

## История выступлений на турнирах
| Турнир                              | 2001          | 2002          | 2003          | 2004          | 2005          | 2006          | 2007          | 2008          | 2009          | 2010          | 2011          | 2012  | 2013  | 2014  | Итог   | В/П за карьеру |
| ----------------------------------- | ------------- | ------------- | ------------- | ------------- | ------------- | ------------- | ------------- | ------------- | ------------- | ------------- | ------------- | ----- | ----- | ----- | ------ | -------------- |
| Турниры Большого шлема              |               |               |               |               |               |               |               |               |               |               |               |       |       |       |        |                |
| Открытый чемпионат Австралии        | 2Р            | 4Р            | 1Р            | 3Р            | 1Р            | 1Р            | 1Р            | 2Р            | 4Р            | 1Р            | 1Р            | 3Р    | 1Р    | 1Р    | 0 / 14 | 12-14          |
| Открытый чемпионат Франции          | 1Р            | -             | К             | 2Р            | 3Р            | 3Р            | 4Р            | 3Р            | 2Р            | 2Р            | 2Р            | 3Р    | 1Р    | К     | 0 / 11 | 15-11          |
| Уимблдонский турнир                 | 1Р            | -             | -             | 1Р            | 1Р            | 3Р            | 1Р            | 3Р            | 3Р            | 1Р            | 1Р            | 2Р    | 1Р    | -     | 0 / 11 | 7-11           |
| Открытый чемпионат США              | 1Р            | -             | К             | 2Р            | 3Р            | 1Р            | 3Р            | 2Р            | 2Р            | 1Р            | 3Р            | 1Р    | 1Р    | -     | 0 / 11 | 9-11           |
| Итог                                | 0 / 4         | 0 / 1         | 0 / 1         | 0 / 4         | 0 / 4         | 0 / 4         | 0 / 4         | 0 / 4         | 0 / 4         | 0 / 4         | 0 / 4         | 0 / 4 | 0 / 4 | 0 / 1 | 0 / 47 |                |
| В/П в сезоне                        | 1-4           | 3-1           | 0-1           | 4-4           | 4-4           | 4-4           | 5-4           | 6-4           | 7-4           | 1-4           | 3-4           | 5-4   | 0-4   | 0-1   |        | 43-47          |
| Олимпийские игры и итоговые турниры |               |               |               |               |               |               |               |               |               |               |               |       |       |       |        |                |
| Летняя олимпиада                    | Не проводился | Не проводился | Не проводился | 1Р            | Не проводился | Не проводился | Не проводился | 1Р            | Не проводился | Не проводился | Не проводился | 1Р    | НП    | НП    | 0 / 3  | 0-3            |
| Турнир чемпионок                    | Не проводился | Не проводился | Не проводился | Не проводился | Не проводился | Не проводился | Не проводился | Не проводился | Группа        | -             | Ф             | -     | -     | -     | 0 / 2  | 2-3            |

К — проигрыш в квалификационном турнире.
| Турнир                              | 2001          | 2002          | 2003          | 2004          | 2005          | 2006          | 2007          | 2008          | 2009          | 2010          | 2011          | 2012          | 2013          | 2014          | 2015          | 2016  | 2018  | Итог   | В/П за карьеру |
| ----------------------------------- | ------------- | ------------- | ------------- | ------------- | ------------- | ------------- | ------------- | ------------- | ------------- | ------------- | ------------- | ------------- | ------------- | ------------- | ------------- | ----- | ----- | ------ | -------------- |
| Турниры Большого шлема              |               |               |               |               |               |               |               |               |               |               |               |               |               |               |               |       |       |        |                |
| Открытый чемпионат Австралии        | -             | 2Р            | 1Р            | 1Р            | 1/4           | 1Р            | 3Р            | 1/2           | 3Р            | 1Р            | 2Р            | 1Р            | 1Р            | 2Р            | 2Р            | 3Р    | -     | 0 / 14 | 17-14          |
| Открытый чемпионат Франции          | 1Р            | -             | -             | 1Р            | 2Р            | 1/2           | 1/4           | П             | П             | 1/2           | 3Р            | 3Р            | 1Р            | 1Р            | 3Р            | 1Р    | 1Р    | 2 / 15 | 31-13          |
| Уимблдонский турнир                 | 1Р            | -             | -             | 1Р            | 3Р            | 1/4           | 3Р            | 3Р            | 1/2           | 1Р            | 2Р            | 1Р            | 1Р            | 3Р            | 3Р            | 3Р    | -     | 0 / 14 | 19-14          |
| Открытый чемпионат США              | 1Р            | -             | -             | 2Р            | 1Р            | -             | 3Р            | 1/2           | 3Р            | 2Р            | 3Р            | 1/2           | 3Р            | 2Р            | 2Р            | -     | 1Р    | 0 / 13 | 20-13          |
| Итог                                | 0 / 3         | 0 / 1         | 0 / 1         | 0 / 4         | 0 / 4         | 0 / 3         | 0 / 4         | 0 / 4         | 0 / 4         | 0 / 4         | 0 / 4         | 0 / 4         | 0 / 4         | 0 / 4         | 0 / 4         | 0 / 3 | 0 / 2 | 2 / 57 |                |
| В/П в сезоне                        | 0-3           | 1-1           | 0-1           | 1-4           | 6-4           | 7-3           | 8-4           | 16-3          | 14-3          | 5-4           | 6-4           | 6-4           | 2-4           | 4-4           | 6-4           | 4-3   | 1-2   |        | 87-55          |
| Олимпийские игры и итоговые турниры |               |               |               |               |               |               |               |               |               |               |               |               |               |               |               |       |       |        |                |
| Летняя олимпиада                    | Не проводился | Не проводился | Не проводился | 1Р            | Не проводился | Не проводился | Не проводился | Ф             | Не проводился | Не проводился | Не проводился | 1Р            | Не проводился | Не проводился | Не проводился | 1Р    | НП    | 0 / 3  | 4-3            |
| Итоговый турнир WTA                 | -             | -             | -             | -             | -             | -             | -             | 1/2           | -             | -             | -             | -             | -             | -             | -             | -     | -     | 0 / 1  | 0-1            |
| Трофей элиты WTA                    | Не проводился | Не проводился | Не проводился | Не проводился | Не проводился | Не проводился | Не проводился | Не проводился | Не проводился | Не проводился | Не проводился | Не проводился | Не проводился | Не проводился | Ф             | -     | -     | 0 / 1  | 2-1            |

| Турнир                       | 2001  | 2002  | 2005  | 2006  | 2007  | 2008  | 2009  | 2010  | 2011  | 2013  | 2014  | 2015  | 2016  | 2018  | Итог   | В/П за карьеру |
| ---------------------------- | ----- | ----- | ----- | ----- | ----- | ----- | ----- | ----- | ----- | ----- | ----- | ----- | ----- | ----- | ------ | -------------- |
| Турниры Большого шлема       |       |       |       |       |       |       |       |       |       |       |       |       |       |       |        |                |
| Открытый чемпионат Австралии | -     | 2Р    | -     | -     | 1Р    | 1Р    | 1/2   | 1Р    | 1Р    | 2Р    | 1/4   | 2Р    | 1Р    | -     | 0 / 10 | 8-9            |
| Открытый чемпионат Франции   | -     | -     | -     | -     | -     | -     | -     | 1Р    | 2Р    | -     | 1Р    | -     | 1Р    | 1Р    | 0 / 5  | 1-5            |
| Уимблдонский турнир          | 1Р    | -     | 2Р    | 1Р    | 2Р    | -     | 3Р    | -     | -     | -     | 1Р    | 1/2   | 2Р    | -     | 0 / 8  | 9-6            |
| Открытый чемпионат США       | 2Р    | -     | 2Р    | 3Р    | -     | -     | -     | 1Р    | -     | 1/2   | 2Р    | 1Р    | -     | -     | 0 / 7  | 8-7            |
| Итог                         | 0 / 2 | 0 / 1 | 0 / 2 | 0 / 2 | 0 / 2 | 0 / 1 | 0 / 2 | 0 / 3 | 0 / 2 | 0 / 2 | 0 / 4 | 0 / 3 | 0 / 3 | 0 / 1 | 0 / 30 |                |
| В/П в сезоне                 | 1-2   | 1-0   | 2-2   | 2-2   | 1-2   | 0-1   | 5-1   | 0-3   | 1-2   | 4-1   | 3-4   | 5-3   | 1-2   | 0-1   |        | 26-26          |